# Opernhaus Graz
L'Opéra de Graz (Opernhaus Graz) est un ensemble architectural de style néo-baroque qui se trouve dans le centre de Graz. C'est un opéra qui fut construit en 1899 selon les plans du Büro Fellner & Helmer (de) en tant que théâtre à l'italienne. C'est le second plus grand opéra d'Autriche, après l'opéra d'État de Vienne.

## Galerie

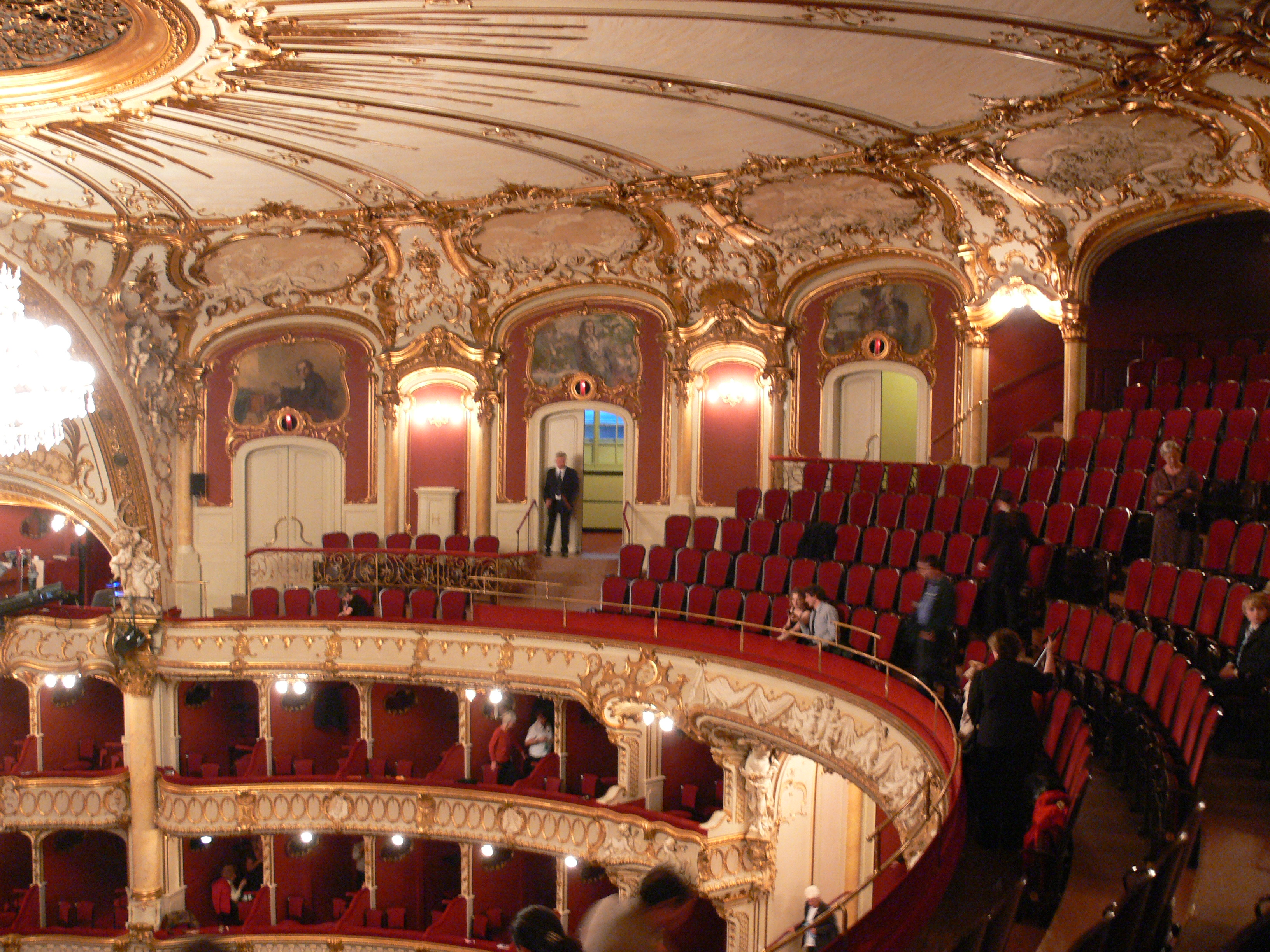
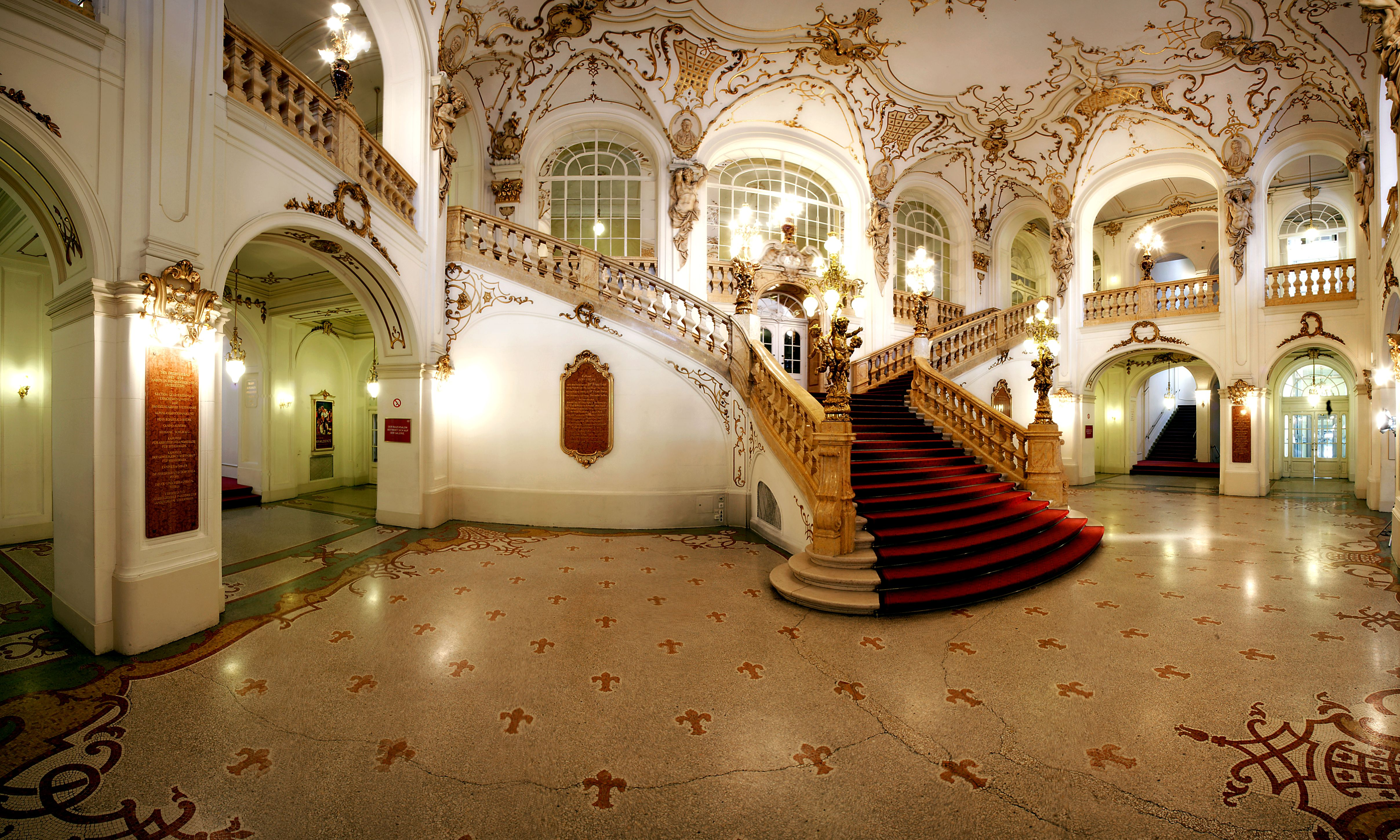
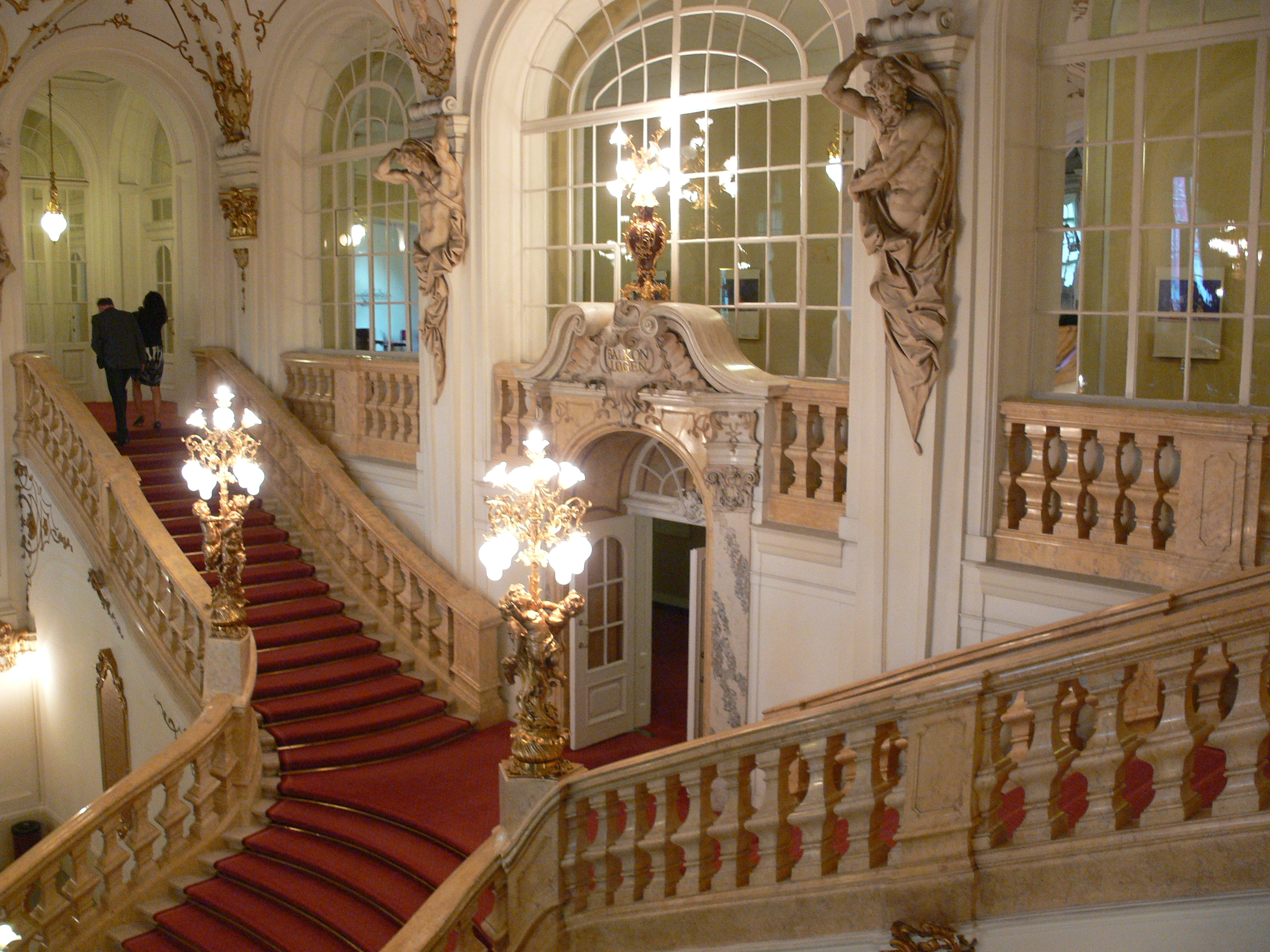
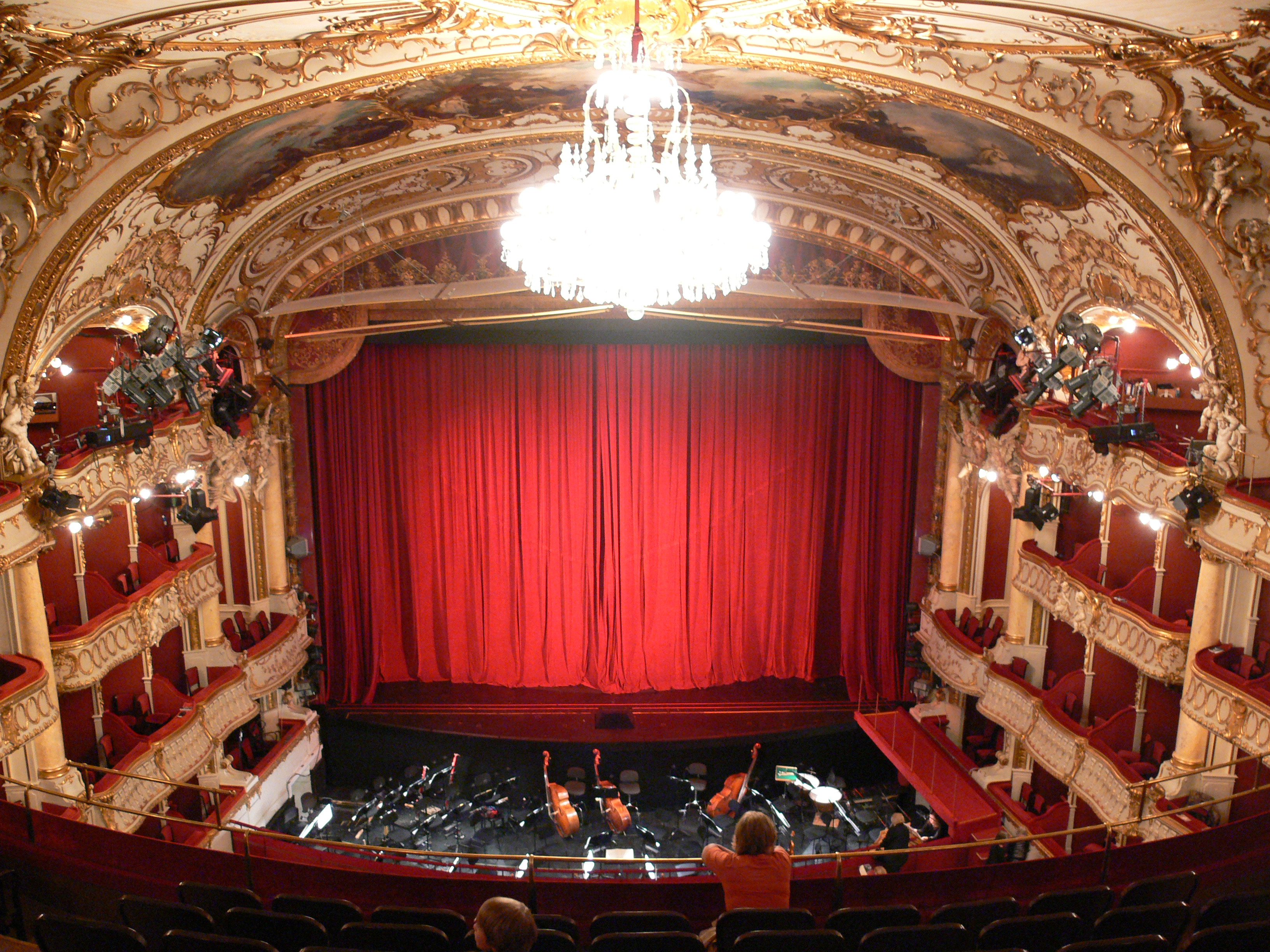
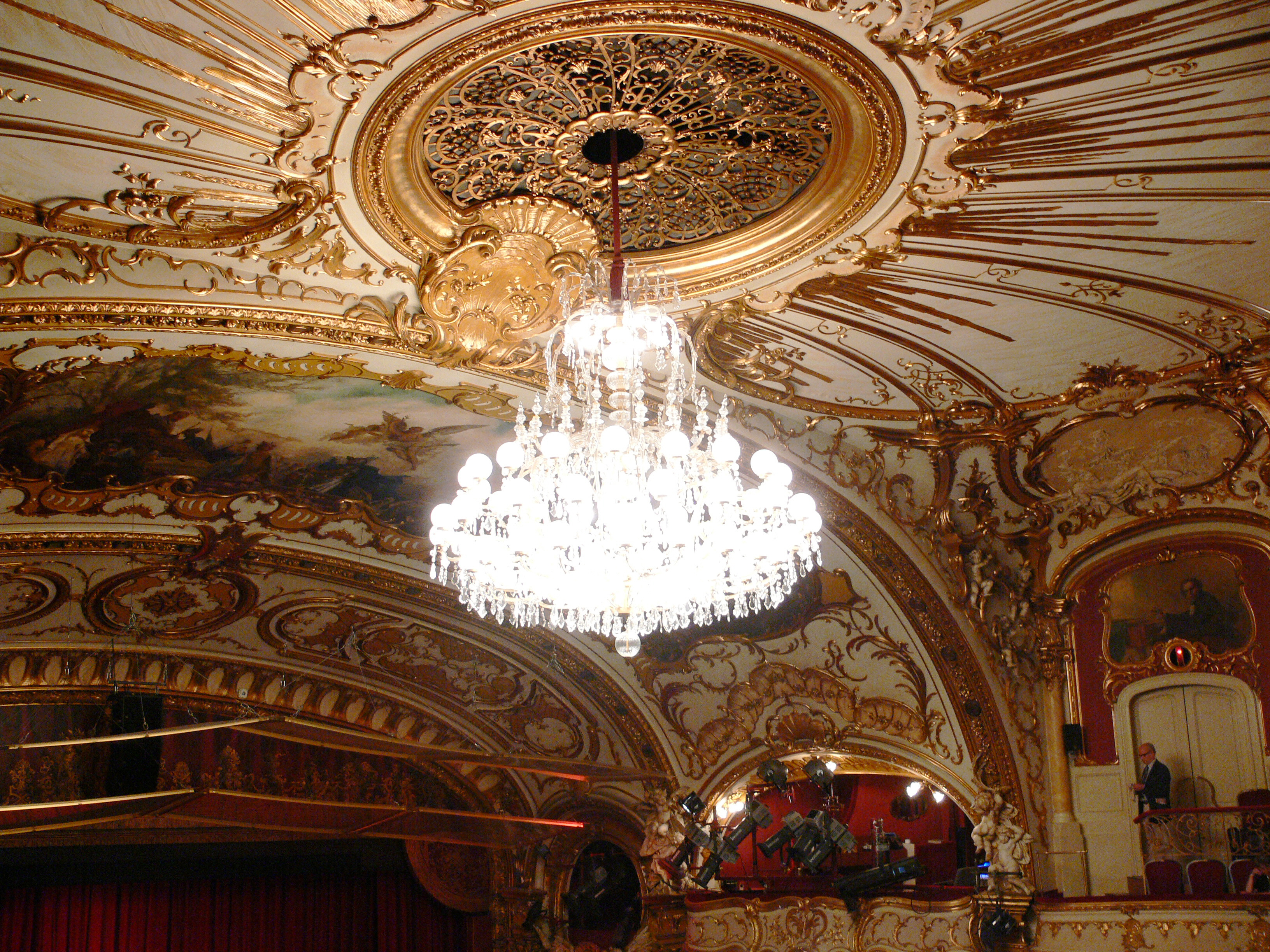